# موزه صدا
موزهٔ صدا مستقر در خانهٔ امیرپرویز یکی از موزه‌های تخصصی شهر تبریز است. بنای خانهٔ امیرپرویز مربوط به دوره پهلوی است و در تبریز، خیابان تربیت، کوچه کرباسی، پلاک ۷۳ واقع شده و این اثر در تاریخ ۱۹ مرداد ۱۳۸۴ با شمارهٔ ثبت ۱۲۷۸۴ به‌عنوان یکی از آثار ملی ایران به ثبت رسیده‌است.
موزهٔ صدای تبریز، تنها موزهٔ صدای ایران و اولین موزهٔ خصوصی در استان آذربایجان شرقی است که در تاریخ ۴ اردیبهشت ۱۳۹۷ خورشیدی توسط رئیس‌جمهور وقت حسن روحانی در محل خانهٔ امیرپرویز افتتاح شد.
در این موزه، ادوات موسیقی ایرانی به نمایش گذاشته شده‌اند.